# Goodenia granitica
Goodenia granitica är en tvåhjärtbladig växtart som beskrevs av L.W.Sage och K.A.Sheph. Goodenia granitica ingår i släktet Goodenia och familjen Goodeniaceae. Inga underarter finns listade i Catalogue of Life.